# 史葛提·伊榮
李察·史葛·奧揚戈·伊榮（1991年4月10日—），生於香港，美國籃球運動員，司職控球後衛。

## 籃球生涯
伊榮生於香港，在美國完成大學首2年課程後，休學1年，在西雅圖參加夏季聯賽，於2014年1月自薦加盟甲一組班霸南華，並在香港籃球明星賽首度為南華上陣，於27分鐘錄得21分及4助攻，而他在2015年被南華安排加盟旗下球隊南青，並於2016年5月24日對遊協的聯賽，錄得在香港最高的30分，協助南青以93–79勝出，到2017年1月轉會飛鷹，並再在6月16日對南華的聯賽，錄得生涯新高42分，可是結果飛鷹落敗，而他2018年球季轉會遊協。
2022年6月伊榮加盟東亞超級聯賽灣區翼龍。2024年10月伊榮與東亞超級聯賽澳門黑熊簽約。

## 家庭生活
伊榮的父母是美國人，但他是在香港土生土長，而其父親曾在美國國際學校任教18年，及後搬到堪薩斯州與叔叔和祖母一起生活。

## 外部連結
- 史葛提·伊榮在fiba.basketball（英语）
- 史葛提·伊榮在Eurobasket.com（球員）（英语）
- 史葛提·伊榮在RealGM（英语）